# Antoine Tarroux
L'abbé Antoine Tarroux (1793-1877) est un prêtre catholique français, fondateur de la Congrégation des Sœurs minimes de la Doctrine chrétienne. 

## Biographie
Nommé vicaire de Bédarieux en 1822 à sa sortie du grand séminaire de Montpellier, il entreprend une souscription pour la création d'un hospice dans cette ville : l'hospice Saint-Louis est mis en service en 1828. En 1835, il en ouvre un second à Olargues, avec comme vicaire l'abbé Martin de Ceilhes.
En 1853, l'abbé Tarroux fonde à Olargues la Congrégation des Sœurs minimes de la Doctrine chrétienne. Leur mission était l'enseignement et le soin des malades sous le patronage de saint François Xavier et de Saint-Antoine l'Ermite.
Fâché avec la municipalité anti-cléricale d'Olargues, l'abbé Tarroux installa sur les conseils de son vicaire, sa congrégation à Ceilhes en 1856 où la population lui réserva un excellent accueil. Le docteur Cathala lui proposa un bâtiment laissé vacant par le départ de la gendarmerie à Lunas (c'est l'immeuble de l'actuelle poste). En 1870, sa congrégation comptait 45 sœurs établies dans différents lieux du département de l'Hérault, elle fut supprimée le 14 août 1903 par la loi du 1er juillet 1901.